# 第二遣外艦隊
第二遣外艦隊（だいにけんがいかんたい）は、旧日本海軍の部隊の一つ。第一特務艦隊が移行した部隊と、第一遣外艦隊から独立させた部隊の二つがある。

## 初代（1918年6月13日新編 - 1921年4月4日解散）
1917年に編制された第一特務艦隊を、1918年6月13日に移行して第二遣外艦隊を編制した。1921年4月4日に解散した。

### 編制

#### 1918年6月13日新編時
- 八雲・春日・日進・矢矧・対馬・明石・新高・淀・最上・高崎・第13駆逐隊（卯月・水無月・長月・菊月）

#### 1918年12月1日
- 磐手・矢矧・新高・千歳・明石・第25駆逐隊（白雪・松風・野分・霰）

#### 1919年12月1日
- 日進・利根

#### 1920年12月1日
- 春日・新高

### 歴代司令官
1. 千坂智次郎中将：1918年6月13日 -
2. 舟越楫四郎中将：1919年12月1日 - 1920年1月12日[1]
3. 吉田清風少将：1920年1月12日[1] - 1920年6月1日
4. 欠員：1920年6月1日 - 1921年4月4日解散

## 二代（1927年5月16日再設置 - 1933年4月20日解散）
1927年5月16日、中国の特に青島周辺の警備を担当するため、第一遣外艦隊の一部を改編、独立させて編制された。1932年の第一次上海事変を契機に、中国方面への警備強化が急務となり、日本海軍は第一・第二遣外艦隊に増援部隊を派遣し、これらの部隊を統括する第三艦隊が新たに編成された。2個遣外艦隊は翌年まで戦隊への組み換えを行わなかったため、第三艦隊の中に2個艦隊が存在する状態が約1年3ヶ月続いた。1933年4月・5月に第一・第二遣外艦隊をそれぞれ第11・第10戦隊に組み替えて、通常の艦隊編制となった。

### 編制

#### 1927年5月16日再設置時
- 平戸・対馬・第9駆逐隊（桑・槇・椿・欅）

#### 1927年12月1日
- 球磨・対馬・第9駆逐隊（桑・槇・椿・欅）

#### 1928年12月10日
- 木曾・対馬・第9駆逐隊（桑・槇・椿・欅）

#### 1929年11月30日
- 木曾・第9駆逐隊（桑・槇・椿・欅）

#### 1930年12月1日（第9駆逐隊は12月15日艦隊より解除）
- 球磨・第9駆逐隊（桑・槇・椿・欅）・第16駆逐隊（朝顔・芙蓉・刈萱）

#### 1931年12月1日
- 球磨・八雲・第13駆逐隊（若竹・呉竹・早苗・早蕨）・第16駆逐隊（朝顔・芙蓉・刈萱）

#### 1932年12月1日
- 平戸・第16駆逐隊（朝顔・芙蓉・刈萱）

### 歴代司令官
1. 中島晋中将：1927年5月16日 -
2. 向田金一少将：1928年4月10日 -
3. 伊地知清弘少将：1928年12月10日 -
4. 津田静枝少将：1930年5月21日 - 1933年4月20日